# Bandundu
Bandundu   este un oraș  în  partea de vest a Republicii Democrate Congo, în  provincia  Mai-Ndombe.